# 충주 임경업 묘소
충주 임경업 묘소(忠州 林慶業 墓所)는 대한민국 충청북도 충주시 풍동에 있는, 조선시대 병자호란 때의 명장 임경업(1594∼1646) 장군의 묘소이다. 1984년 12월 31일 충청북도의 기념물 제67호로 지정되었다.

## 개요
병자호란 때의 명장 임경업(1594∼1646) 장군의 묘소이다.
광해군 10년(1618) 무과에 급제한 후 인조 2년(1624) 이괄의 난을 진압하는데 참여하여 큰 공을 세웠다. 병자호란 때에는 의주부윤으로 있으면서 백마산성에서 전쟁을 승리로 이끄는 등 나라를 지키는 일에 주력하였다. 청을 반대하던 장군은 병자호란이 끝난 뒤 반대파에 의한 모함으로 희생되었다. 숙종 23년(1697) 다시 좌찬성의 관직이 내려지고 충렬사에서 제사를 지내게 되었다.
묘는 부인 전주 이씨와의 합장묘로 큰 편이며 봉분 아랫부분에는 화강암으로 둘레석을 둘렀다. 주위에는 멀리서도 무덤이 있음을 알려 주는 망주석(望柱石)과 신도비(神道碑:왕이나 고관 등의 평생업적을 기리기 위해 무덤 근처 길가에 세운 비) 등이 놓여 있다.

## 같이 보기
- 임경업

## 참고 문헌
- 충주 임경업 묘소 - 국가유산청 국가유산포털